# Santo Stefano in trono tra quattro angeli
Santo Stefano in trono tra quattro angeli è una vetrata del Duomo di Firenze, disegnata da Lorenzo Ghiberti ed eseguita da Niccolò di Piero, databile al 1412-1415. Si trova nell'occhio laterale sinistro della facciata, per chi guarda dall'interno.

## Storia
Dopo la primissima vetrata dell'Assunzione della Vergine, databile al 1404-1405, le vetrate laterali della facciata furono commissionate, poco meno di dieci anni dopo, allo stesso artista, per il disegno, e allo stesso mastro vetraio per la messa in opera. Nel dicembre 1412 Ghiberti riceveva infatti un prestito di cinque fiorini per le prime spese "sopra due occhi di vetro" per l'Opera del Duomo e negli anni successivi si susseguono altri versamenti fino al saldo il 16 aprile 1415. Nel 1423 erano già necessari degli interventi per consolidare la vetrata, tramite l'applicazione di reti metalliche, e un primo restauro risale al 1432.

## Descrizione
Entro una cornice fatta medaglioni monocromatici tra girali, santo Stefano, riconoscibile per i sassi in testa, è rappresentato in trono, nel tipico schema delle Maestà trecentesche, con due coppie simmetriche di angeli ai lati. Il trono ha la forma di un'abside gotica, con una forma semicircolare e sottili bifore che vi si aprono. La figura del santo è più mossa rispetto al simmetrico San Lorenzo in trono tra quattro angeli, con una maggiore insistenza nelle pieghe ritmiche che dilatano il volume del manto e nella forma più debordante della pedana, che invade la parte inferiore del bordo. Nella destra il santo regge la palma del martirio, mentre a sinistra tiene il vessillo con l'Agnus Dei, simbolo dell'Arte della Lana e dell'Opera del Duomo stessa.
Spicca la concertazione dei colori, intonati sul verde manto del santo, e su tonalità rosse e violacee di quelli degli angeli.
L'opera ha uno schema simmetrico a quella sull'altro lato San Lorenzo in trono tra quattro angeli, basata però sui toni del rosso.